# Plate-forme BMW CLAR
Pour les articles homonymes, voir Clar.
La plateforme CLAR (Cluster Architecture) est une plateforme automobile conçue par le Groupe BMW.
Cette plateforme modulaire  incorpore de l'aluminium, de l'acier ainsi que de la fibre de carbone. Elle équipe notamment des véhicules
propulsion ainsi que quatre roues motrices. Elle reçoit des moteurs avant en position longitudinale. Elle a été introduite par la BMW Série 7 en 2015.
Elle permet d'accueillir des versions hybrides rechargeables mais également électriques et des alterno-démarreurs 48 volts.

## Véhicules
| Marque | Modèle               | Image | Années de production | Segment                 |
| ------ | -------------------- | ----- | -------------------- | ----------------------- |
| BMW    | Série 7 VI (G11/G12) |       | 2015 -               | Limousine               |
| BMW    | Série 5 VII (G30)    |       | 2016 -               | Routière                |
| BMW    | Série 6 GT (G32)     |       | 2017 -               | Routière                |
| BMW    | X3 III (G01)         |       | 2017 -               | SUV compact             |
| BMW    | X4 II (G02)          |       | 2018 -               | SUV coupé               |
| BMW    | X5 IV (G05)          |       | 2018 -               | SUV familiale           |
| BMW    | Série 8 II (G14)     |       | 2018 -               | GT                      |
| BMW    | Série 8 Gran Coupé   |       | 2019 -               | Coupé 4 portes          |
| BMW    | Série 3 VII (G20)    |       | 2019 -               | Berline familiale       |
| BMW    | X7 (G07)             |       | 2019 -               | SUV familial            |
| BMW    | X6 III (G06)         |       | 2019 -               | SUV coupé               |
| BMW    | iX3                  |       | 2020 -               | SUV électrique          |
| BMW    | Série 4 II           |       | 2020 -               | Coupé Cabriolet Berline |
| BMW    | i4                   |       | 2021 -               | Berline                 |
| BMW    | iX                   |       | 2021 -               | SUV familial            |
| Toyota | Supra V (A90)        |       | 2019 -               | Coupé sportif           |